# László Blazovich

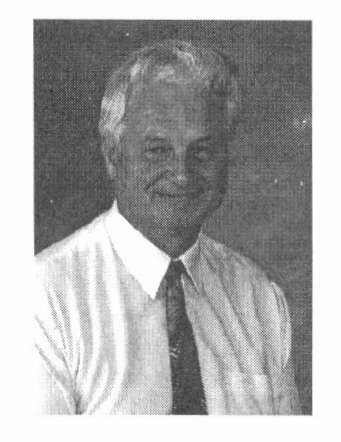
László Blazovich

László Blazovich (* 2. November 1943 in Szombathely, Ungarn) ist ein ungarischer Historiker. 

## Leben
Blazovich studierte Geschichte, Ungarische Sprache und Literatur und wurde Lehrer am Gábor Bethlen Gymnasium in Hódmezővásárhely, Ungarn. Von 1980 bis 2009 war er Archivdirektor des Komitatsarchivs Csongrád. 
1968 promovierte er, 1995 habilitierte er an der Universität Szeged. Von 1989 bis 1997 war er Dozent an der Juristischen Fakultät der Universität Szeged. Seit 1997 ist er Professor am Rechtshistorischen Lehrstuhl der Universität Szeged. 2003 wurde er Doktor der Ungarischen Akademie der Wissenschaften. Seine Spezialgebiete in der Rechtsgeschichte sind Stadt- und Siedlungsgeschichte, Archivwissenschaft, Sachsenspiegel und Magdeburger Recht. 
Im Jahr 2010 erhielt er die Ehrenbürgerschaft der Stadt Szeged. Im Jahr 2010 wurde ihm von der Stadt Magdeburg und der Otto-von-Guericke-Universität Magdeburg der Eike-von-Repgow-Preis verliehen.

## Schriften
- Die Archive in Ungarn (deutschsprachiger Führer durch die Archive in Ungarn, gemeinsam mit Veronika Müller), 1996
- Städtische Pfarreien in der Tiefebene im 14.-16. Jahrhundert, 2000
- Buda város jogkönyve (Das Ofener Stadtrechtsbuch), 2001 (ungarische Übersetzung des deutschsprachigen Ofener Stadtrechtsbuches[3] aus dem 15. Jahrhundert, gemeinsam mit Jozsef Schmidt)
- Eike von Repgow. A Szász tükör, 2005 (ungarische Übersetzung des Sachsenspiegels, gemeinsam mit Jozsef Schmidt)
- Der Sachsenspiegel und das Recht der Zips, 2008
- Die Wirkungen des Schwabenspiegels in Ungarn, 2008